# Hrvatska na Europskim igrama 2015.
Hrvatska je sudjelovala na I. Europskim igrama održanim u azerbajdžanskom glavnom gradu Bakuu od 12. do 28. lipnja 2015. godine. Predstavljalo ju je 109 športaša u 18 športova, a zastavu je na ceremoniji otvaranja nosila Snježana Pejčić. Na zatvaranju je zastavu nosio boksač Josip Bepo Filipi.

## Osvajači odličja
| Medalja | Ime(na)           | Igre        | Šport       | Uže područje                   |
| ------- | ----------------- | ----------- | ----------- | ------------------------------ |
| zlato   | Maša Martinović   | 2015., Baku | karate      | +68 kg (Ž)                     |
| srebro  | Jelena Kovačević  | 2015., Baku | karate      | do 55 kg (Ž)                   |
| srebro  | Ana Zaninović     | 2015., Baku | taekwondo   | do 57 kg (Ž)                   |
| srebro  | Petar Gorša       | 2015., Baku | streljaštvo | trostav 50 m                   |
| srebro  | Nikola Obrovac    | 2015., Baku | plivanje    | 50 m prsno                     |
| bronca  | Ana Lenard        | 2015., Baku | karate      | do 61 kg (Ž)                   |
| bronca  | Dominik Etlinger  | 2015., Baku | hrvanje     | grčko-rimski stil do 71 kg (M) |
| bronca  | Lucija Zaninović  | 2015., Baku | taekwondo   | do 49 kg (Ž)                   |
| bronca  | Iva Radoš         | 2015., Baku | taekwondo   | 67 kg+ (Ž)                     |
| bronca  | Vedran Golec      | 2015., Baku | taekwondo   | 80 kg+ (M)                     |
| bronca  | Josip Bepo Filipi | 2015., Baku | boks        | do 91 kg (M)                   |

## Streličarstvo
- muškarci pojedinačno – Matija Mihalić

## Badminton
muškarci
- Zvonimir Đurkinjak
- Zvonimir Hölbling

žene
- Katarina Galenić
- Staša Poznanović
- Dorotea Šutara

## Boks
- muškarci do 60kg – Matteo Komadina
- muškarci do 64kg – Stipan Prtenjača
- muškarci do 75kg – Sanjin-Pol Vrgoč
- muškarci do 91kg – Marko Čalić
- muškarci +91kg – Marin Mindoljević

## Kajak i kanu
muškarci
- Antun Novaković

žene
- Brigita Bakić

## Biciklizam

### Cestovni
- cestovna utrka za muškarce – Kristijan Đurasek, Robert Kišerlovski, Matija Kvasina
- kronometar za muškarce – 1 mjesto
- cestovna utrka za žene – Mia Radotić

### Brdski
- kros za muškarce – Filip Turk
- kros za žene – Andrea Kiršić

## Skokovi u vodu
muškarci
- Hrvoje Brezovac
- Juraj Melša

žene
- Maja Borić
- Lorena Tomiek

## Mačevanje
- floret za muškarce – Bojan Jovanović
- floret za žene – Marcela Dajčić

## Gimnastika

### Umjetnička gimnastika
- muškarci – Marijo Možnik
- žene – Ana Đerek, Dina Madir, Ana Poščić

## Džudo
muškarci
- Zlatko Kumrić
- Tomislav Marijanović

žene
- Andreja Đaković
- Ivana Maranić
- Barbara Matić
- Marijana Mišković

## Karate
- muškarci do 67kg – Danil Domdjoni
- žene do 50kg – Monika Berulec
- žene do 55kg – Jelena Kovačević
- žene do 61kg – Ana Lenard
- žene +68kg – Maša Martinović
- žene kate – Vlatka Kiuk

## Streljaštvo
muškarci
- Bojan Đurković
- Anton Glasnović
- Josip Glasnović
- Petar Gorša
- Željko Posavec
- Saša Špirelja
- Ivica Štritof

žene
- Maša Berić
- Marija Marović
- Snježana Pejčić
- Tanja Perec
- Vlatka Pervan

## Plivanje
muškarci
- Bruno Blašković
- Borna Jukić
- Kristian Komlenić
- Igor Kostovski
- Ante Lučev
- Nikola Miljenić
- Nikola Obrovac

žene
- Kristina Miletić
- Matea Sumajstorčić

## Stolni tenis
muškarci
- Andrej Gaćina
- Tomislav Kolarek
- Tan Ruiwu

žene
- Lea Rakovac
- Tian Yuan

## Taekwondo
- muškarci do 68kg – Filip Grgić
- muškarci +80kg – Vedran Golec
- žene do 49kg – Lucija Zaninović
- žene do 57kg – Ana Zaninović
- žene do 67kg – Marina Sumić
- žene +67kg – Iva Radoš

## Triatlon
- muškarci – Matija Lukina, Matija Krivec
- žene - Sonja Škevin

## Odbojka
- hrvatska ženska odbojkaška reprezentacija (14 športašica)

## Vaterpolo
- hrvatska vaterpolska reprezentacija do 17 godina (13 športaša)

- Hrvatska (rođeni 1998. i 1999.): Luka Podrug, Petar Bratim, Duje Pejković, Lovro Paparić, Ivan Krolo, Marko Blažić, Karlo Kreković, Matias Biljaka, Marin Dašić, Franko Lazić, Zvonimir Butić, Jacob Merčep, Mateo Saftić; stručni stožer Joško Kreković, Mia Šimunić, Renco Posinković, Frano Karač[4]

## Hrvanje
muškarci
- Dominik Etlinger
- Danijel Janečić
- Ivan Lizatović
- Božo Starčević
- Nenad Žugaj
- Neven Žugaj